# 흥무초등학교
흥무초등학교는 대한민국 경상북도 경주시 성건동에 있는 공립 초등학교이다.

## 학교 연혁
- 1981.05.06 개교 (계림국민학교, 월성국민학교 학급 축소)
- 1993.03.09 병설 유치원 개원
- 2022.09.01 제21대 정문주 교장 취임
- 2023.02.10 제42회 졸업식(졸업생 96명) 총 졸업생 수 8881명

## 참고 자료
- 흥무초등학교 - 한국교육학술정보원 학교알리미